# Тартюф (фильм, 1992)
«Тартюф» — российский полнометражный цветной музыкальный художественный фильм, поставленный режиссёром Яном Фридом. Российская экранизация комедии «Тартюф, или Обманщик» Ж.-Б. Мольера. Съёмки фильма проходили с августа по октябрь 1991 года. Премьера картины состоялась в 1992 году.
В фильме используется перевод пьесы Михаила Донского, с некоторыми стилизованными под исходный стихотворный текст добавлениями и с большим количеством песен (композитор — Геннадий Гладков). Сюжет и мораль первоисточника практически сохранены, за некоторыми исключениями.
Фильм стал последней работой Яна Фрида.

## Сюжет
Мюзикл о похождениях лицемера, имя которого стало нарицательным. Тартюф втирается в доверие и предаёт, обманывает и соблазняет, сохраняя маску святости и не стесняясь ничем. С виду богобоязненный святоша Тартюф пользуется благосклонностью главы семейства Оргона, который готов даже выдать за него красавицу-дочь Мариану против её воли. Но цель Тартюфа — соблазнить жену доверчивого хозяина дома, очаровательную Эльмиру.

## В ролях
- Михаил Боярский — Тартюф, мнимый святоша
- Владислав Стржельчик — Оргон
- Лариса Удовиченко — Эльмира, вторая жена Оргона
- Ирина Муравьёва — Дорина, горничная Марианы
- Игорь Дмитриев — Клеант, брат Эльмиры
- Виктория Горшенина — госпожа Пернель, мать Оргона
- Анна Самохина — Мариана, дочь Оргона, влюблённая в Валера
- Игорь Скляр — Дамис, сын Оргона
- Александр Самохин — Валер, молодой человек, влюблённый в Мариану
- Герман Орлов — господин Лояль, судебный пристав
- Гелена Ивлиева — Флипота, служанка госпожи Пернель

## Песни, звучащие в фильме
- «Пернель и домочадцы» (исполняют Валентина Кособуцкая, Марина Цхай, Ирина Муравьёва, Игорь Скляр)
- «Дуэт Дорины и Оргона» (исполняют Ирина Муравьёва и Владислав Стржельчик)
- «Монолог Клеанта» (исполняет Игорь Дмитриев)
- «Дуэт Валера и Марианы» (исполняют Николай Подгорнов и Марина Цхай)
- «Ария Дорины» (исполняет Ирина Муравьёва)
- «Хабанера Тартюфа» (исполняет Михаил Боярский)
- «Монолог Дамиса» (исполняет Игорь Скляр)
- «Дураки» (исполняет Михаил Боярский)
- «План Эльмиры» (исполняют Гренада Мнацаканова, Владислав Стржельчик, Марина Цхай, Игорь Дмитриев и Ирина Муравьёва)
- «Дуэт Оргона и Пернель» (исполняют Владислав Стржельчик и Валентина Кособуцкая)
- «Зонг Тартюфа» (исполняет Михаил Боярский)

## Съёмочная группа
- Режиссёр-постановщик — Ян Фрид
- Автор сценария — Ян Фрид при участии Бориса Рацера и Владимира Константинова
- Композитор — Геннадий Гладков
- Авторы текстов песен — Борис Рацер и Владимир Константинов
- Оператор-постановщик — Николай Строганов
- Художник-постановщик — Алексей Рудяков
- Художник по костюмам — Татьяна Острогорская

## Съёмки
- К моменту начала съёмок картины Михаил Боярский, утверждённый на главную роль, находился в Одессе на съёмках другого проекта — «Мушкетёры двадцать лет спустя» и «Тайна королевы Анны, или Мушкетёры тридцать лет спустя». Из-за срыва сроков съёмок каждый день простоя стоил больших денег. Сначала снимались сцены, в которых не участвовал Боярский, но потом надежд на то, что он сможет параллельно работать над съёмками двух картин, не осталось. На роль Тартюфа пригласили Юрия Соломина, который по ряду причин отказался сниматься, и съёмки фильма были приостановлены. Через несколько дней Боярский освободился и за две недели смог отсняться в заглавной роли[1].
- Натурные съёмки фильма проходили в летней резиденции русских царей в Павловске[1] и в Китайском дворце дворцово-паркового ансамбля «Ораниенбаум»[2].